# Henry Wallis

The Death of Chatterton (La morte di Chatterton) del 1856

Henry Wallis (Londra, 21 febbraio 1830 – Londra, 20 dicembre 1916) è stato un pittore, scrittore e collezionista d'arte inglese.

## Biografia
Il nome e l'occupazione del vero padre di Henry Wallis sono sconosciuti, quando sua madre, Mary Anne Thomas, nel 1845 sposò Andrew Wallis, un prospero architetto londinese, Henry prese il cognome del suo patrigno. Il suo insegnamento artistico fu completo e influente. Fu accettato come apprendista alla Royal Academy e come allievo alla scuola di pittura nel marzo del 1848. Studiò anche a Parigi presso l'atelier di Charles Gleyre e all'Académie des beaux-arts tra il 1849 e il 1853.
Wallis è ricordato soprattutto per il suo primo grande successo: il quadro intitolato La morte di Chatterton esposto alla Royal Academy nel 1856. Il dipinto rappresenta l'impoverito poeta del XVIII secolo Thomas Chatterton che si suicidò avvelenandosi all'età di diciassette anni, considerato uno degli eroi romantici da molti giovani artisti del tempo di Wallis che facevano fatica ad emergere. Il metodo e lo stile usato nel quadro sono connessi al movimento preraffaellita sia nell'audace contrasto di colori che nell'abbondante uso di dettagli simbolici. Il modello per il dipinto fu George Meredith il famoso autore del quale Oscar Wilde fu appassionato, in seguito Wallis ebbe una relazione con la moglie di Meredith. Il quadro è attualmente appeso alla Tate gallery.
In seguito si allontanò dal movimento preraffaellita e si avvicinò a quello del realismo con il quadro The Stonebreaker (lo spaccapietre). Fece, in totale, 35 mostre alla Royal Academy e sviluppò un grande interesse per l'acquarello, divenne quindi membro della Royal Watercolour Society nel 1878 con cui espose oltre 80 opere.
Morì quasi cieco al numero 1 di Walpole Road nel Croydon nel 1916.